# I My Me! Strawberry Eggs
I My Me! Strawberry Eggs (あぃまぃみぃ!ストロベリー・エッグ, Ai Mai Mi! Sutoroberī Eggu) és una sèrie d'anime de 13 capítols produïda per TNK en cooproducció amb Pioneer, LDC, dirigida per Yuji Yamaguchi. La sèrie fou emesa des del 4 d'abril de 2001 fins al 26 de setembre de 2001 per la televisió per satèl·lit WOWOW.
A Espanya la sèrie fou distribuïda en DVD per Jonu Media i emesa pel canal Buzz. A Catalunya, fou estrenada des del 25 de setembre de 2003 fins al 7 de desembre de 2003 pel canal K3, reemetent-se posteriorment en diverses ocasions.

## Argument
L'Hibiki Amawa, un jove que busca feina com a professor d'educació física, necessita diners per pagar el lloguer de l'habitació, perquè si no la Lulú, la mestressa de la casa Gochisou, l'acabarà fent fora. L'Hibiki confia que els seus problemes econòmics se solucionaran aviat, però s'equivoca. L'únic col·legi que té un lloc per a ell és el Seito Sannomiya, però només admet professores. La directora està convençuda que els homes no poden ser bons professors perquè no saben donar amor i confiança.
Ofès, l'Hibiki s'ho pren com un repte personal i es disfressa de dona per aconseguir la feina, gràcies a l'ajuda de la Lulú, que havia estat una gran científica. A partir de llavors, començaran els seus problemes per protegir la seva identitat real, i s'empitjorarà més quan la Fuko, una de les seves alumnes, comenci a enamorar-se d'ell sense saber que és un home.

## Personatges

### Personatges principals
Hibiki Amawa (天和 響, Amawa Hibiki)
- Veu: Yūji Kishi (noi)  (japonès), Marc Zanni (noi) (català)

L'Hibiki Amawa és el protagonista de la sèrie. És un jove actiu i idealista, que acaba de sortir de la facultat i està impacient per trobar feina com a professor d'educació física. Un dels motius és que necessita diners per pagar el lloguer; però el seu major desig és conèixer els seus futurs alumnes. Vol ensenyar-los els beneficis de portar una vida saludable, desitja tenir una influència positiva en les seves vides i ajudar-los a aconseguir les seves fites. Les coses, però, no li surten com ell espera. En el fons, l'Hibiki és una mica ingenu i infantil. Quan s'adona que no l'accepten al col·legi Seito Sannomiya perquè és un home se sent molt ofès, tant que farà qualsevol bogeria per aconseguir la feina, fins i tot disfressar-se de dona per demostrar que els homes també poden educar amb amor. Al llarg de la sèrie, li serà difícil de mantenir en secret aquesta doble identitat, i aviat aixecarà sospites.
Veu: Yuki Masuda (noia)  (japonès), Eva Lluch (noia) (català)
És l'alter ego de l'Hibiki. No necessita canviar-se el nom perquè el seu aspecte no deixa lloc a sospites. La Lulú li ensenya a caminar i comportar-se com una dona, i li deixa un invent que disfressa la seva veu. La transformació resulta perfecta mentre no s'hagi de treure la roba. Al col·legi, l'Hibiki resulta ser una professora tendra i entusiasta, que es preocupa molt pels seus estudiants. Els alumnes també estan encantats amb ella. Les noies perquè la veuen com el perfecte model de dona, els nois perquè la troben molt atractiva. Però l'Hibiki no cau bé ni a la directora del col·legi ni a la resta de professors perquè no respecta les normes de l'escola i els seus mètodes són poc convencionals.
Fuko Kuzuha (樟葉 楓子, Kuzuha Fūko)
- Veu: Akeno Watanabe  (japonès), Isabel Valls (català)

La Fuko és una noia ingènua i riallera, que va a la classe de la senyoreta Amawa. Encara que és petita té un cor molt gran i sempre vol col·laborar en les feines de classe. També és força espantadissa i sapastre: li fan molta por els fantasmes i sempre que arrenca a córrer cau. La seva mare va morir anys enrere i el seu pare està sempre a l'estranger, per això la Fuko viu a la residència del col·legi amb les seves millors amigues: la Fujio, la Mijo i la Seiko, que tenen cura d'ella. A la primea classe d'educació física, l'Hibiki li ensenya a córrer sense caure. Des d'aquest moment, la Fuko comença a allotjar uns sentiments molt forts i confosos cap a la seva professora.

### Personatges secundaris
Lulu Sanjo (三条 るる, Sanjō Ruru)
- Veu: Kujira  (japonès), Carme Contreras (català)

La Lulú és la mestressa de la casa Gochisou, on s'allotja l'Hibiki. És una vella excèntrica i agressiva que amenaça els seus hostes amb una pistola de bales de plàstic. Sembla una velleta indefensa, però la seva força i les seves habilitats la fan irreductible. Per assegurar-se que l'Hibiki pagarà el lloguer pren el seu gos com a ostatge i amenaça de menjar-se'l. Temps enrere, la Lulú havia estat una científica i amaga una mena de laboratori al soterrani. Amb els seus coneixements i la seva tecnologia, transforma l'Hibiki en la dona perfecta. Els seus motius són misteriosos. Sembla que alguna cosa l'uneix al col·legi Seito Sannomiya. Sempre sap què demanaran als exàmens i s'engresca molt quan sap que l'Hibiki vol desafiar la directora.
Akira Fukae (深江 晃, Fukae Akira)
- Veu: Yūji Ueda  (japonès), Germán José (català)

L'Akira és el líder dels nois que van al Seito Sannomiya. És un noi dur i reservat, i no diu mai el que pensa i de vegades és molt difícil entendre el seu comportament, però els seus amics el respecten perquè és el més llest i el més fort de tots. També és el més seriós i sembla que res no l'afecti. Entre els professors té fama de rebel, però en realitat no és mal noi. Sovint es porta malament amb la Fuko sense tenir-ne cap motiu. A l'Akira no li agrada mostrar les seves debilitats i mai admetria una cosa així. En el fons té bons sentiments, però no ho demostra sovint.
Fujio Himejima (姫島 藤緒, Himejima Fujio)
- Veu: Mikako Takahashi  (japonès)

Kyosuke Aoki
- Veu: Takayuki Yamaguchi  (japonès), Ramon Hernández (català)

Miho Umeda (梅田 美保, Umeda Miho)
- Veu: Omi Minami  (japonès), Sílvia Gómez (català)

Seiko Kasuganomichi (春日野道 聖子, Kasuganomichi Seiko)
- Veu: Fumiko Orikasa  (japonès)

Kouji Mori
- Veu: Katashi Ishizuka  (japonès), Toni Pujós (català)

Tofu "Kochi" Tofukuji
- Veu: Yūji Ueda  (japonès)

Sotsdirectora Reiko Mukogawa
- Veu: Eriko Kawasaki  (japonès), Glòria González (català)

Directora Chieko Sannomiya
- Veu: Rika Taniguchi  (japonès), Pepa Arenòs (català)